# Джанах
Джанах (Гамма Ворона, HD106625) — хімічно пекулярна зоря спектрального класу
B8 й має видиму зоряну величину в смузі V приблизно  2,6.
Це є четверта за яскравістю зоря у сузір'ї Ворона й, маючи третій клас світності, є блакитним гігантом. 
Вона розташована на відстані близько 164,9 світлових років від Сонця й наближається до нас зі швидкістю близько 4 км/сек.

## Фізичні характеристики
Дана зоря обертається відносно повільео навколо своєї осі зі швидкістю Vsin(i) = 30 км/сек. Зовнішні шари атмосфери HD106625 є досить гарячими й мають ефективну температуру близько 12000К. Гравітаційне прискорення на поверхні зорі є відносно малим (lg(g) = 3.5), що може свідчити про її значний радіус.

## Пекулярний хімічний склад
Зоряна атмосфера HD106625 має підвищений вміст Hg, Be, B, P, Mn, Cu та Ga. Вміст Al, Zn є більш ніж в десять раз менший за їх вміст в атосфері Сонця.

## Магнітне поле
Спектр даної зорі вказує на наявність магнітного поля у її зоряній атмосфері.
Напруженість повздовжної компоненти поля оціненої з аналізу
становить   29,0±  46,0 Гаус.